# Вес (приток Камы)
Вес — река в России, протекает по Гайнскому району Пермского края. Устье реки находится в 1195 км от устья Камы по правому берегу. Длина реки составляет 21 км.
Исток реки севернее деревни Базуево (Гайнское сельское поселение) в 10 км к юго-западу от посёлка Гайны. Река течёт на северо-запад, затем на юго-запад и север по ненаселённому лесу. Приток — Сухой Вес (левый). Впадает в Булатовскую старицу Камы выше посёлка Усть-Весляна (Гайнское сельское поселение).

## Данные водного реестра
По данным государственного водного реестра России относится к Камскому бассейновому округу, водохозяйственный участок реки — Кама от истока до водомерного поста у села Бондюг, речной подбассейн реки — бассейны притоков Камы до впадения Белой. Речной бассейн реки — Кама.
Код объекта в государственном водном реестре — 10010100112111100001440.